# 1692 Субботіна
1692 Субботіна (1692 Subbotina) — астероїд головного поясу, відкритий 16 серпня 1936 року.
Тіссеранів параметр щодо Юпітера — 3,314.